# Zoja Abramova
Zoja Aleksandrovna Abramova (in russo Зоя Александровна Абрамова?; Jaroslavl', 19 marzo 1925 – Jaroslavl', 31 ottobre 2013) è stata un'archeologa sovietica, dal 1991 russa.

## Biografia
Nacque nel villaggio di Potepenki, nella regione di Yaroslavl. Dal 1946 al 1951 studiò alla Facoltà di Storia dell'Università di Leningrado. Dal 1952 lavorò nel dipartimento di Leningrado dell'Istituto di storia dei materiali dell'Accademia delle scienze dell'Unione delle Repubbliche Socialiste Sovietiche, al dipartimento di Leningrado dell'Istituto di archeologia, all'Accademia delle scienze dell'URSS. Presentò dissertazioni sui temi "Arte paleolitica sul territorio dell'URSS" e "Immagini dell'uomo nell'arte paleolitica dell'Eurasia". Nel 1972 conseguì il titolo di Dottore in Scienze Storiche e ricoprì la posizione di ricercatrice senior presso l'IHMC RAS.
Dal 1960 studiò il Paleolitico dello Yenisei, scoprendo dozzine di monumenti paleolitici vicino al bacino idrico di Krasnoyarsk. Furono scavati i siti di Kokorevo I, Afontova Gora (vicino al villaggio di Novoselovo e sul fiume Tyshtyk). Negli anni '70 condusse esplorazioni archeologiche nel bacino di Minusinsk, tra i fiumi Abakan e Enisej, e in altri luoghi.
Nel 1980, sotto la guida di Z. A. Abramova, furono effettuati degli scavi sul sito paleolitico di Yudinovo (distretto di Pogarsky della regione di Bryansk) vicino al fiume Sudost. Un padiglione è stato costruito sopra di esso nel 1985. Gli scavi successivi hanno contribuito a identificare diverse abitazioni di terra che sono sopravvissute fino ad oggi.
Nel 1995 pubblicò L'art paléolithique d'Europe orientale et de Sibérie.
Morì il 31 ottobre 2013 a Leningrado all'età di 88 anni.